# Santi Pulvirenti
Santi Pulvirenti (Catania, 12 marzo 1973) è un compositore italiano.

## Biografia
Intraprende gli studi di armonia ed improvvisazione jazz. Nel 2001 si laurea in Fisica della Materia all'Università di Catania con voto 110/110 e lode. Si appassiona alle realtà musicali indipendenti della città (Plank, con cui realizza un EP) e comincia numerose collaborazioni. Dal 1997 collabora attivamente con la nota cantante Carmen Consoli, con la quale partecipa a svariati tour in Italia ed all'estero.
Ha inoltre suonato con Patti Smith, Angelique Kidjou, Max Gazzè, Tiromancino, Franco Battiato, Rocco Papaleo, Paola Turci, Marina Rei, ecc.
Nel 2013 ha realizzato la colonna sonora del film d'esordio di Pif La mafia uccide solo d'estate. Con il brano Tosami lady, interpretato da Domenico Centamore, ottiene la candidatura al David di Donatello per la migliore canzone originale nell'ambito dei David di Donatello 2014. Nel 2016 ha composto la colonna sonora per il film In guerra per amore di Pif (2017), che comprendeva il brano Donkey Flyin' in the Sky nominato ai Nastri d'argento 2017 come Miglior canzone originale. Ha inoltre composto le colonne sonore de La mafia uccide solo d'estate (2016-2018), Questo nostro amore (2017), Le indagini di Lolita Lobosco (2021), trasmesse su Rai 1. Ha composto inoltre le musiche di Io c'è (2018), per cui ha ottenuto la nomination ai Ciak d'oro per la Miglior colonna sonora cinematografica, Cops - Una banda di poliziotti (2020-2021), The Italian Recipe (2022), Tutti a bordo (2022), Era ora (2023) e L'ultima notte di Amore (2023), che gli vale una candidatura ai David di Donatello 2024 come Miglior Compositore. Ha inoltre composto la colonna sonora della serie Bang Bang Baby (2022) e della miniserie Vanina - Un vicequestore a Catania (2024).

## Filmografia

### Cinema
- La mafia uccide solo d'estate, regia di Pif (2013)
- La gente che sta bene, regia di Francesco Patierno (2014)[1]
- Io rom romantica, regia di Laura Halilovic (2014)
- La scuola più bella del mondo, regia di Luca Miniero (2014)
- Un paese quasi perfetto, regia di Massimo Gaudioso (2016)
- Orecchie, regia di Alessandro Aronadio (2016)
- In guerra per amore, regia di Pif (2016)
- Io c'è, regia di Alessandro Aronadio (2018)
- E noi come stronzi rimanemmo a guardare, regia di Pif (2021)
- La ricetta italiana, regia di Zuxin Hou (2022)
- Tutti a bordo, regia di Luca Miniero (2022)
- Era ora, regia di Alessandro Aronadio (2022)
- L'ultima notte di Amore, regia di Andrea Di Stefano (2023)
- Il mio posto è qui, regia di Daniela Porto e Cristiano Bortone (2024)

### Televisione
- La mafia uccide solo d'estate – serie TV, 24 episodi (2016-2018)
- Questo nostro amore – serie TV, 12 episodi (2017)
- Cops - Una banda di poliziotti, regia di Luca Miniero – serie TV, 4 episodi (2020-2021)
- Le indagini di Lolita Lobosco, regia di Luca Miniero e Renato De Maria – serie TV, 14 episodi (2021-2024)
- Lea, regia di Isabella Leoni e Fabrizio Costa – serie TV, 16 episodi (2022-2023)
- Bang Bang Baby, regia di Michele Alhaique, Giuseppe Bonito e Margherita Ferri – serie Prime Video, 10 episodi (2022)
- Vanina - Un vicequestore a Catania, regia di Davide Marengo – serie TV (2024)
- Hanno ucciso l'Uomo Ragno - La leggendaria storia degli 883, regia di Sydney Sibilia – serie TV (2024)
- Vincenzo Malinconico, avvocato d'insuccesso 2, regia di Luca Miniero – serie TV (2024)
- Maschi veri, regia di Matteo Oleotto e Letizia Lamartire – serie TV (2025)

### Documentari
- Piccola pesca, regia di Enrico Pitzianti (2004)
- L'odore della terra, regia di Cristiano Bortone (2011)
- L'isola delle colf, regia di Francesco G. Raganato (2011)
- La guerra dei vulcani, regia di Francesco Patierno (2012)
- Tsunami Tour, regia di Francesco G. Raganato (2013)
- What Is Left?, regia di Gustav Hofer e Luca Ragazzi (2014)
- Limbo, regia di Matteo Calore e Gustav Hofer (2014)
- Looking for Kadija, regia di Francesco G. Raganato (2014)

## Partecipazioni
- Mediamente isterica (Carmen Consoli, 1998)
- Stato di necessità (Carmen Consoli, 2000)
- L'eccezione (Carmen Consoli, 2002)
- Un sorso in più (Carmen Consoli, 2003)
- Acqua luce e gas (Pino Marino, 2005)
- Eva contro Eva (Carmen Consoli, 2006)
- Elettra (Carmen Consoli, 2009)
- Per niente stanca (Carmen Consoli, 2010)
- Quindi? (Max Gazzè, 2010)
- La conseguenza naturale dell'errore (Marina Rei, 2012)

## Riconoscimenti
- David di Donatello
  - 2014 – Candidatura per la miglior canzone originale per La mafia uccide solo d’estate
- Festa del Cinema di Roma
  - 2014 – Premio Chioma di Berenice per la miglior colonna sonora cinematografica per La mafia uccide solo d’estate
- Nastro d'argento
  - 2017 – Candidatura per la miglior canzone originale per Donkey Flyin' in the Sky
- Ciak d'oro
  - 2018 – Candidatura per la miglior colonna sonora cinematografica per Io c'è